# Teresa Nogueira Pinto
Maria Teresa de Avilez Nogueira Pinto (Lisboa, 11 de Junho de 1984) é licenciada em Ciência Política, Mestre em Relações Internacionais e Doutorada em Ciência Política pela Universidade Católica Portuguesa. Atualmente, é professora universitária e escritora. É a terceira filha do professor e historiador, Jaime Nogueira Pinto e de Maria José Nogueira Pinto.

## Biografia
Originária de Lisboa, nasceu em 11 de junho de 1984 e tem-se destacado na área das Relações Internacionais, com particular interesse nas dinâmicas políticas e sociais da África Subsaariana. Licenciada em Ciência Política pela Universidade Católica Portuguesa, onde também concluiu o Mestrado em Relações Internacionais,  prosseguiu os seus estudos e obteve o Doutoramento em Estudos de Globalização pela Universidade Nova de Lisboa.
A sua investigação académica foca-se nos regimes semi-autoritários e nos mecanismos de legitimação de poder em África, com especial ênfase nos casos do Zimbabué e do Ruanda. No seu trabalho de mestrado, analisou o impacto dos tribunais Gacaca e do Tribunal Penal Internacional para o Ruanda no processo de reconciliação após o genocídio de 1994. Os seus interesses de investigação incluem a autoritarização, a legitimidade do poder para além dos processos eleitorais, e o papel da história e da historiografia na construção de narrativas políticas.
Em 2007, teve a oportunidade de ser investigadora visitante na Heritage Foundation, nos Estados Unidos, onde se dedicou ao estudo do movimento neoconservador americano. Para além disso, realizou um estágio na Embaixada de Portugal em Argel, aprofundando os seus conhecimentos em diplomacia e relações internacionais.
Atualmente, trabalha como consultora nas áreas de Relações Internacionais, análise de risco e business intelligence, continuando a colaborar em projectos de investigação e análise política, com uma atenção especial às complexas dinâmicas de poder em África.

### Obras publicadas
- Um Genocídio de Proximidade - Justiça, poder e sobrevivência no Ruanda, Editorial Cáritas, outubro de 2014